# Dekanat puchowicki II
Dekanat puchowicki II – jeden z jedenastu dekanatów wchodzących w skład eparchii borysowskiej Egzarchatu Białoruskiego Patriarchatu Moskiewskiego.

## Parafie w dekanacie
- Parafia Narodzenia Pańskiego w Drużnym
  - Cerkiew Narodzenia Pańskiego w Drużnym
- Parafia św. Anny w Dudziczach
  - Cerkiew św. Anny w Dudziczach
- Parafia św. Proroka Eliasza w Dukorze
  - Cerkiew św. Proroka Eliasza w Dukorze
- Parafia św. Jana Chrzciciela w Pciczy
  - Cerkiew św. Jana Chrzciciela w Pciczy
- Parafia św. Michała Archanioła w Prawdzińskim
  - Cerkiew św. Michała Archanioła w Prawdzińskim
- Parafia św. Mikołaja Cudotwórcy w Przeżyrze
  - Cerkiew św. Mikołaja Cudotwórcy w Przeżyrze
- Parafia św. Eufrozyny Połockiej w Rudzieńsku
  - Cerkiew św. Eufrozyny Połockiej w Rudzieńsku
- Parafia św. Michała Archanioła w Sergiejewsku
  - Cerkiew św. Michała Archanioła w Sergiejewsku
- Parafia Przemienienia Pańskiego w Sitnikach
  - Cerkiew Przemienienia Pańskiego w Sitnikach
- Parafia św. Serafina Sarowskiego w Świsłoczy
  - Cerkiew św. Serafina Sarowskiego w Świsłoczy
- Parafia św. Michała Archanioła we Wroniczach
  - Cerkiew św. Michała Archanioła we Wroniczach
- Parafia Zmartwychwstania Pańskiego w Zarzeczanach
  - Cerkiew Zmartwychwstania Pańskiego w Zarzeczanach

## Galeria

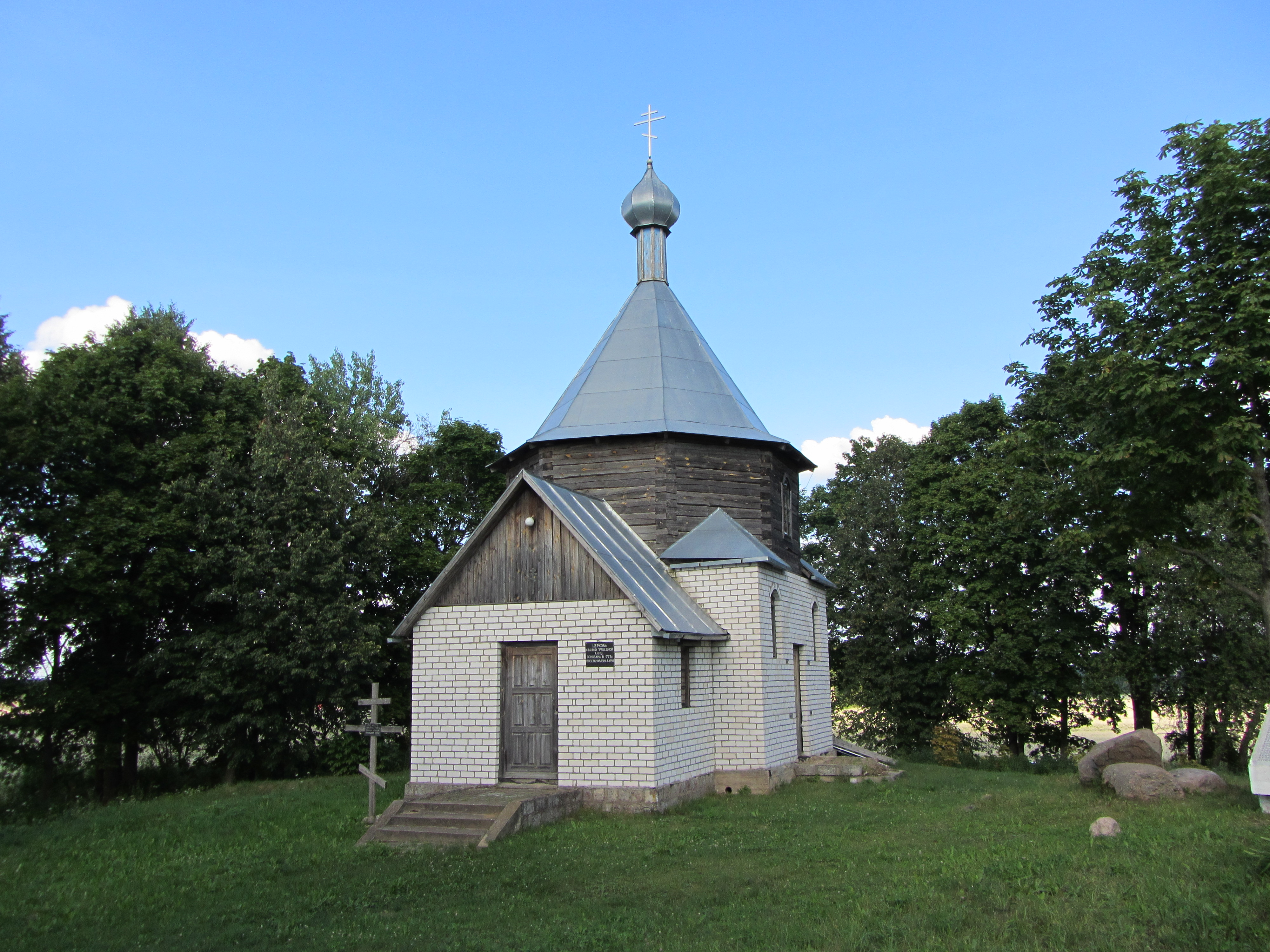
Cerkiew św. Anny w Dudziczach
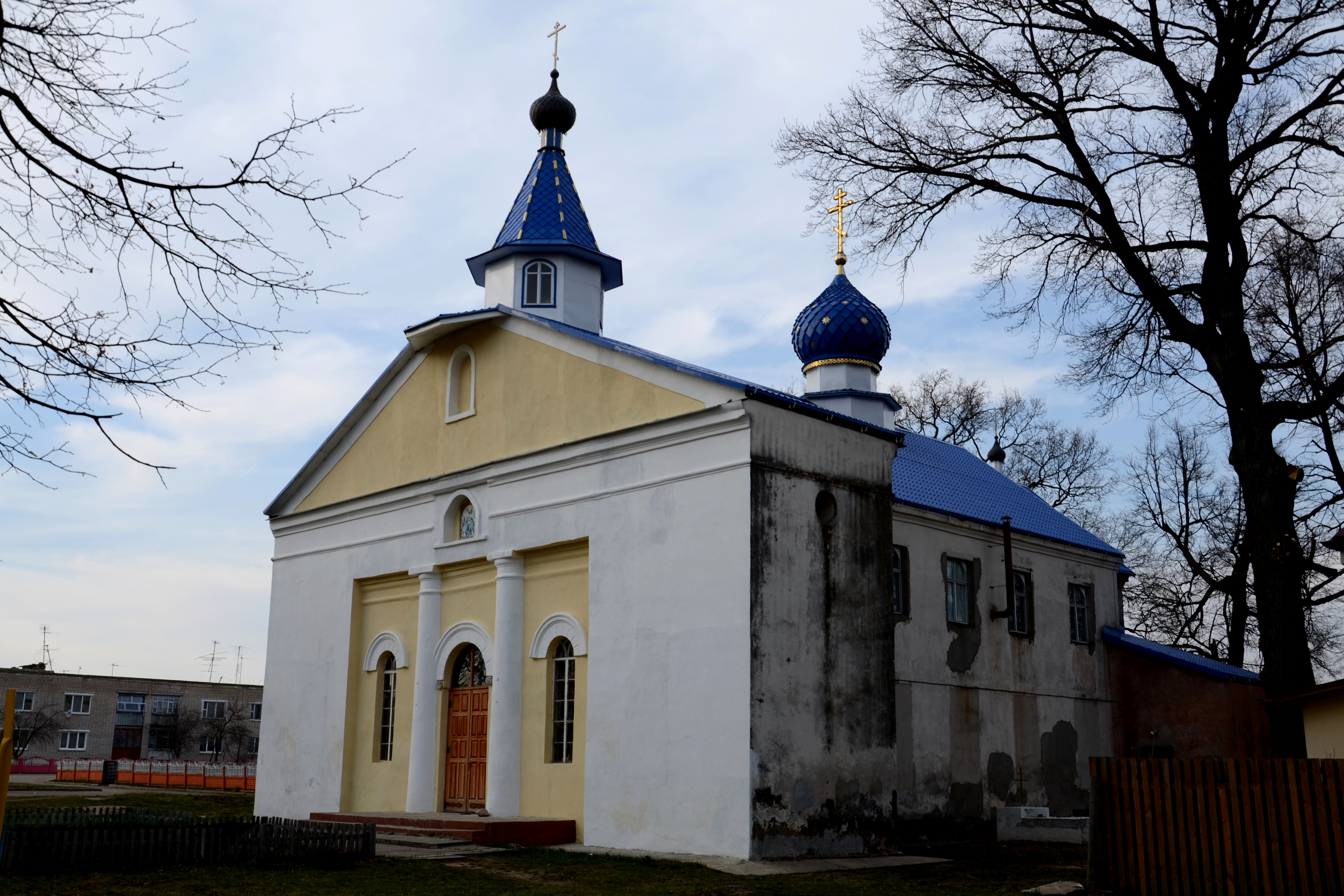
Cerkiew św. Proroka Eliasza w Dukorze
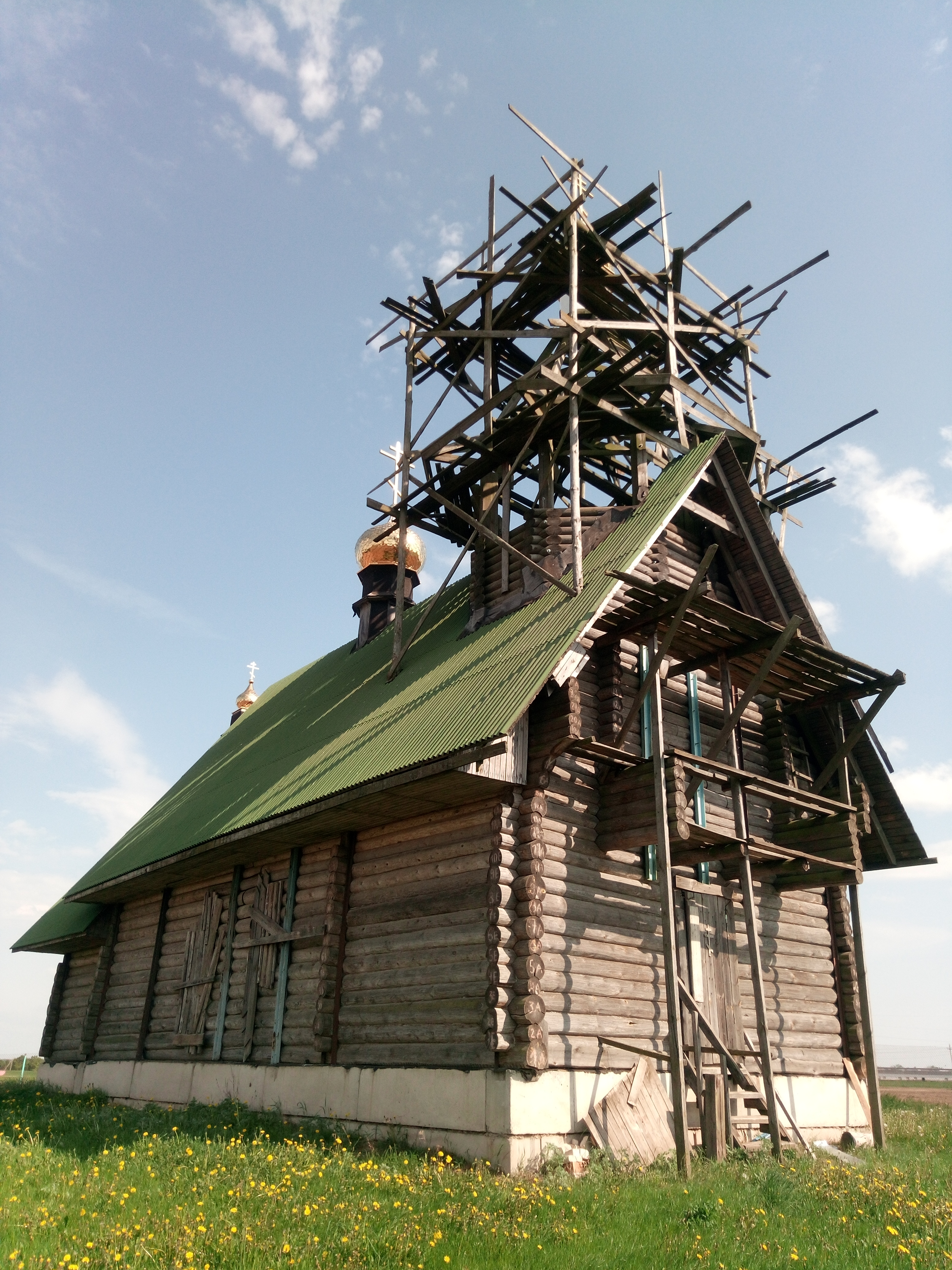
Cerkiew św. Michała Archanioła w Prawdzińskim
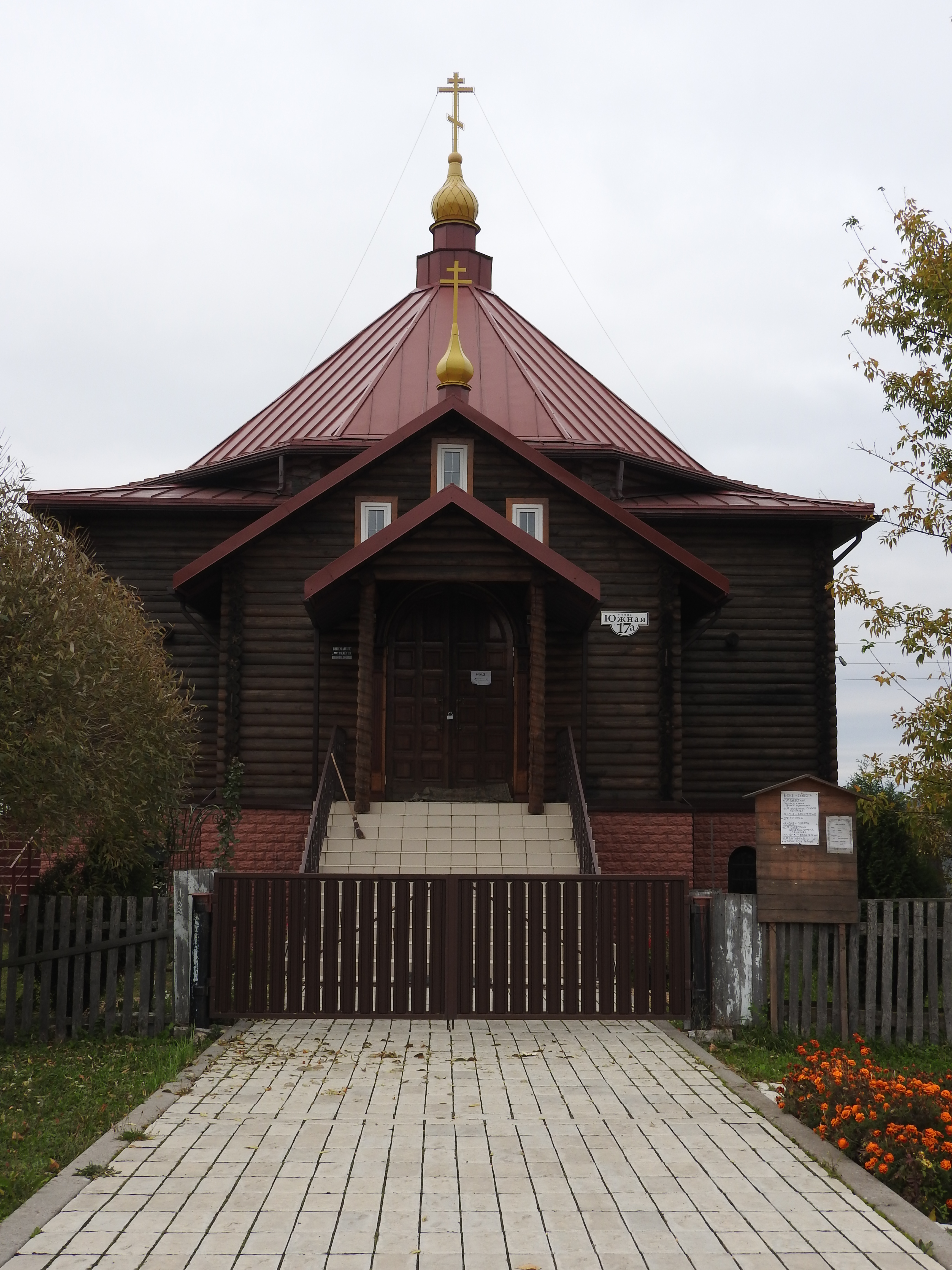
Cerkiew św. Mikołaja Cudotwórcy w Przeżyrze
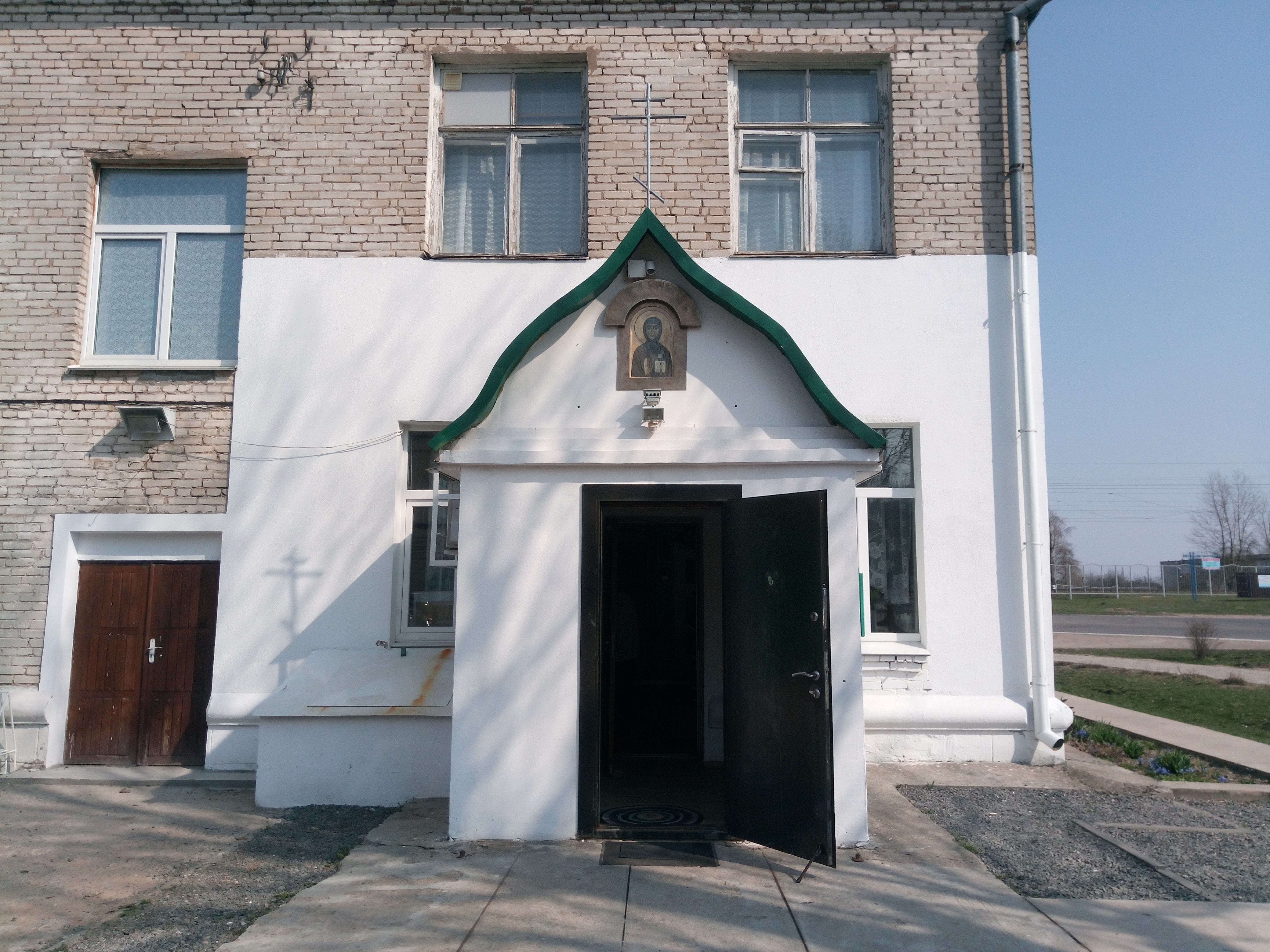
Cerkiew św. Eufrozyny Połockiej w Rudzieńsku
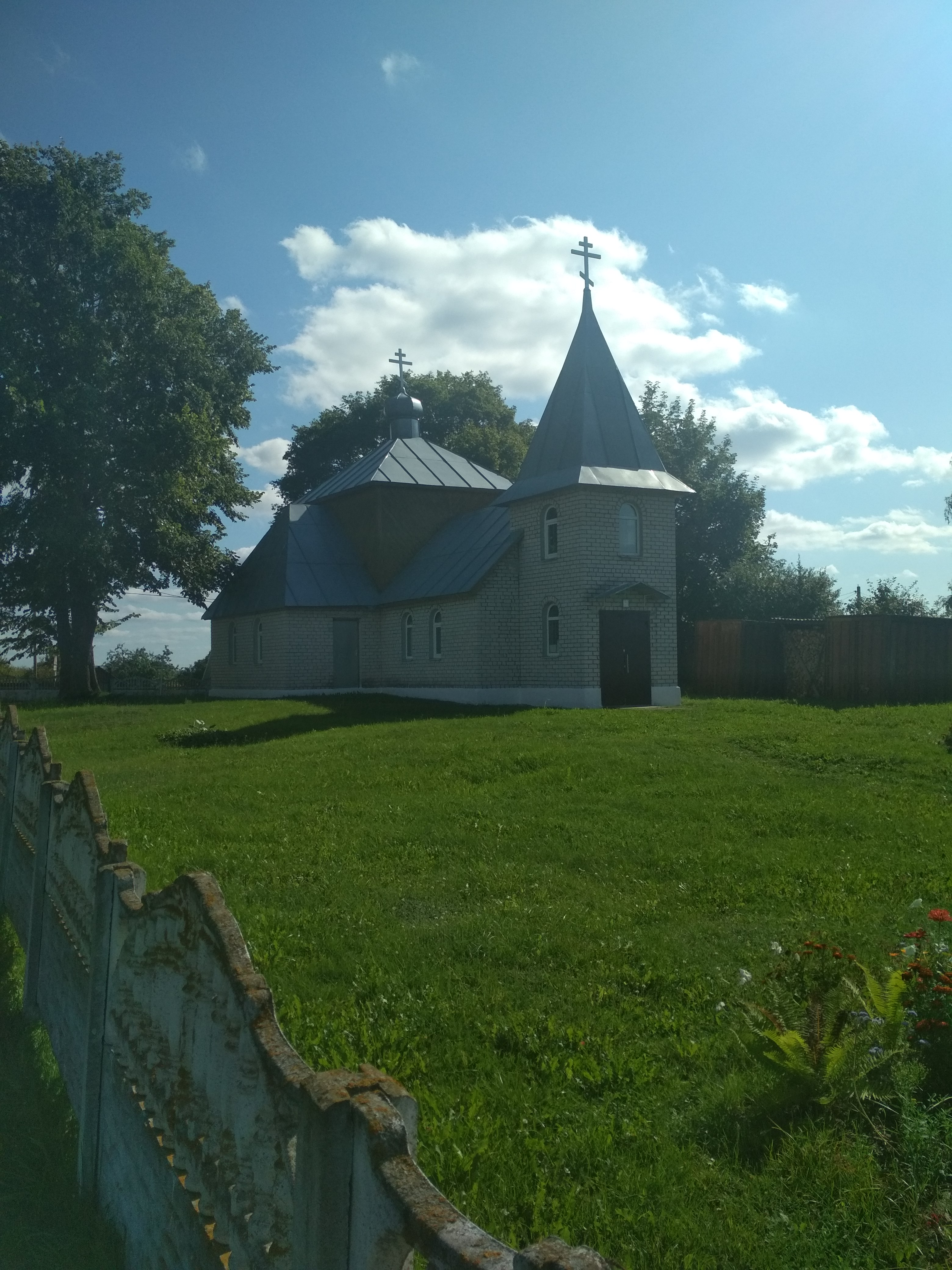
Cerkiew Narodzenia Najświętszej Maryi Panny w Siergiejewiczach
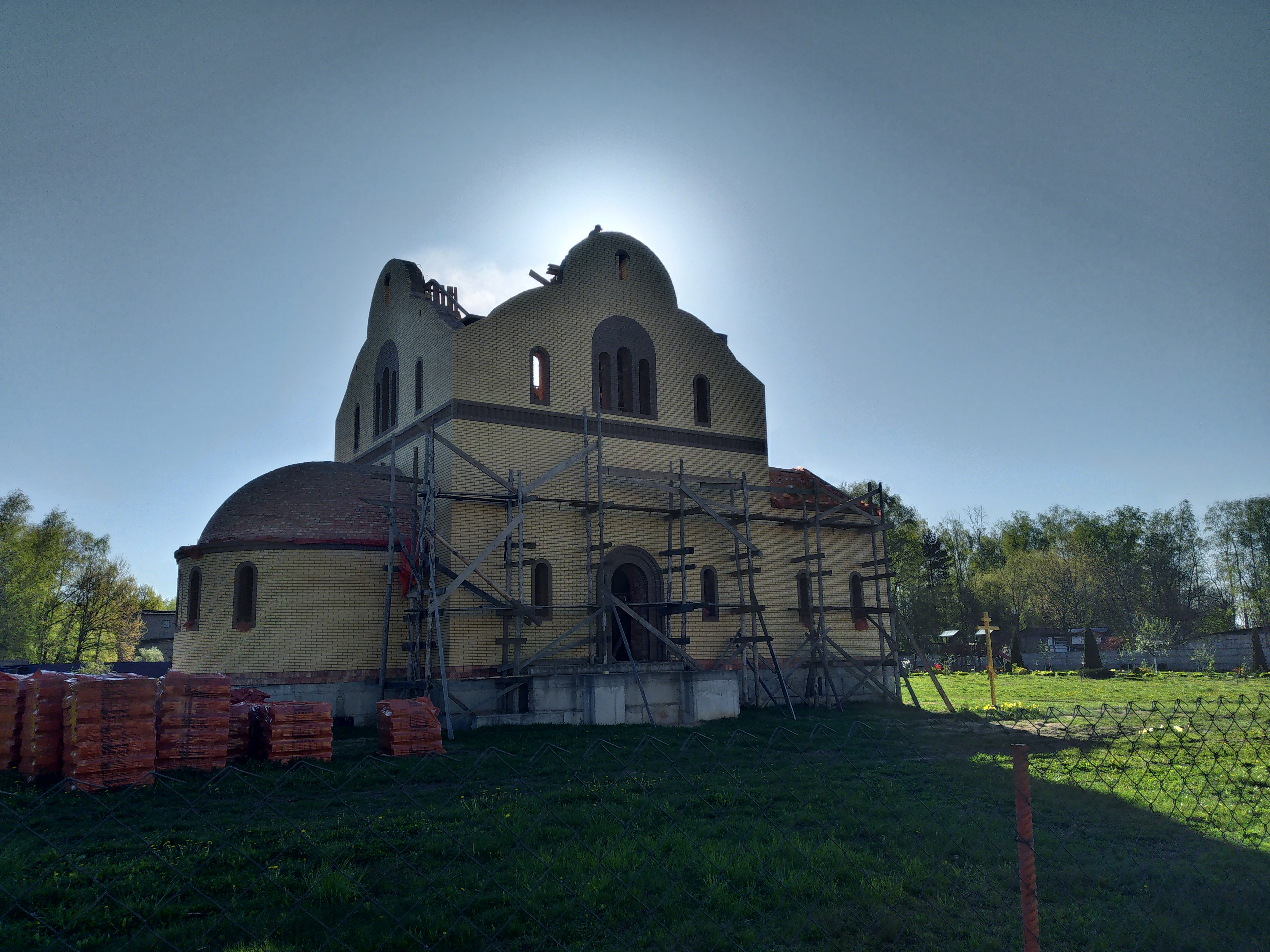
Cerkiew św. Serafima Sarowskiego w Świsłoczy
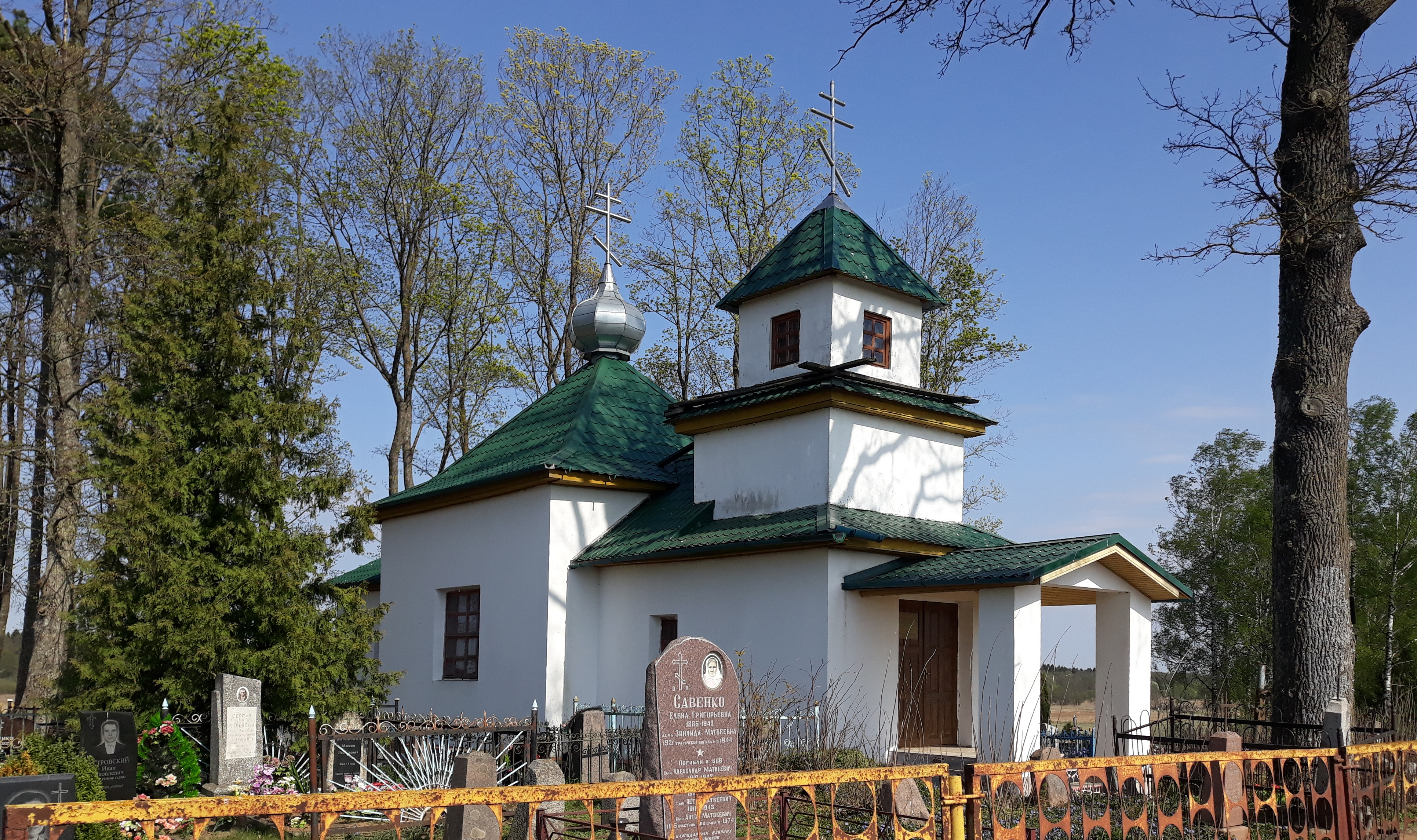
Cerkiew Zmartwychwstania Pańskiego w Zarzeczanach

## Linki Zewnętrzne
- Dekanat puchowicki II